# Presidente della Banca centrale europea
Il presidente della Banca centrale europea è la carica di riferimento della Banca centrale europea (BCE), l'istituzione responsabile della politica monetaria dell'Unione europea.
Il presidente dirige il comitato esecutivo, il consiglio direttivo ed il consiglio generale, rappresenta la Banca all'estero, per esempio in riunioni internazionali ufficiali come quelle del G20.
Il Presidente, inoltre, garantisce l'indipendenza dell'organo europeo affinché esso persegua l'interesse comunitario, mettendo quindi in secondo piano le singole richieste nazionali. L'indipendenza della BCE è sancita dall'articolo 130 del Trattato sul funzionamento dell'Unione europea:
(Trattato sul funzionamento dell'Unione europea, art. 130)
La carica del presidente della BCE ha una durata di otto anni non rinnovabile. È nominato assieme ai vicepresidenti dal Consiglio europeo che delibera a maggioranza qualificata.

## Presidenti
|        | Presidente | Presidente                 | Nazionalità | Incarichi precedenti | Mandato          | Mandato         | Partito            | Firma |
| Inizio | Presidente | Presidente                 | Nazionalità | Incarichi precedenti | Fine             |                 | Partito            | Firma |
| ------ | ---------- | -------------------------- | ----------- | --- | ---------------- | --------------- | ------------------ | ----- |
| 1      |            | Wim Duisenberg (1935-2005) | Paesi Bassi | Ministro delle finanze, Presidente della Banca centrale dei Paesi Bassi, Presidente dell'Istituto monetario europeo                                                                                    | 1º giugno 1998   | 31 ottobre 2003 | Partito del Lavoro |       |
| 2      |            | Jean-Claude Trichet (1942) | Francia     | Direttore generale del Tesoro presso il MEF, Governatore della Banca di Francia | 1º novembre 2003 | 31 ottobre 2011 | Indipendente       |       |
| 3      |            | Mario Draghi (1947)        | Italia      | Direttore esecutivo della Banca Mondiale, Direttore generale del Tesoro, Direttore operativo di Goldman Sachs, Presidente del Consiglio per la stabilità finanziaria, Governatore della Banca d'Italia | 1º novembre 2011 | 31 ottobre 2019 | Indipendente       |       |
| 4      |            | Christine Lagarde (1956)   | Francia     | Ministro del commercio estero, Ministro dell'economia, dell'industria e dell'impiego, Direttore operativo del Fondo Monetario Internazionale                                                           | 1º novembre 2019 | in carica       | I Repubblicani     |       |

## Vicepresidenti
|                 | Vicepresidente | Vicepresidente          | Nazionalità | Incarichi precedenti                                                         | Mandato        | Mandato        |
| Inizio incarico | Vicepresidente | Vicepresidente          | Nazionalità | Incarichi precedenti                                                         | Fine incarico  |                |
| --------------- | -------------- | ----------------------- | ----------- | ---------------------------------------------------------------------------- | -------------- | -------------- |
| 1               |                | Christian Noyer (1950)  | Francia     | Capo di gabinetto del MEF, Direttore generale del Tesoro presso il MEF       | 1º giugno 1998 | 31 maggio 2002 |
| 2               |                | Loukas Papadīmos (1947) | Grecia      | Economista della Banca federale di Boston, Governatore della Banca di Grecia | 1º giugno 2002 | 31 maggio 2010 |
| 3               |                | Vítor Constâncio (1943) | Portogallo  | Ministro delle finanze, Governatore della Banca del Portogallo               | 1º giugno 2010 | 31 maggio 2018 |
| 4               |                | Luis de Guindos (1960)  | Spagna      | Ministro dell'economia, Ministro dell'industria e della competitività (FF)   | 1º giugno 2018 | in carica      |